# Rameau hélicin de l'artère utérine
 (juin 2025).
Ne doit pas être confondu avec Artère hélicine du pénis.
Les rameaux hélicins de l'artère utérine sont les branches artérielles terminales de l'artère utérine assurant la vascularisation de l'endomètre.

## Origine

La vascularisation de l'utérus.

L'artère utérine donnent de nombreux rameaux pénétrant la paroi utérine. Ces rameaux s'anastomosent entre eux pour former un arc artériel (arcuate artery) dans le myomètre. De ces arc artériels naissent des artères radiales qui pénètrent plus profondément dans le myomètre jusqu'à sa limite avec l'endomètre. A ce niveau elles deviennent des rameaux spiralés qui pénètrent dans l'endomètre : les rameaux hélicins de l'artère utérine.

## Anatomie fonctionnelle
Les rameaux hélicins ont une structures en spirale pour adapter la vascularisation aux changements de volume du corps utérin au cours de la grossesse.
Ils possèdent une paroi musculaire épaisse pour permettre par sa contraction leur fermeture pour limiter les pertes sanguines au cours de la menstruation.

## Remarque terminologique
Dans la littérature le terme "rameaux hélicines" est fréquemment retrouvé bien que le terme correct devrait utiliser la forme masculine de l'adjectif "hélicin", rameau étant un mot masculin. On retrouve également le terme artères hélicines de l'artère utérine.